# Auvergne-i Péter
Auvergne-i Péter (latinul: Petrus Alverniensis, franciául: Pierre d'Auvergne), (1240 körül – 1304. szeptember 25.) latin nyelven író középkori francia teológus.
1296 körül teológiát tanított Párizsban, majd Clermont püspöke lett. Fennmaradt egy Sophismata nevű írása, ezenkívül Arisztotelész-kommentárjai és Quaestiones Quodlibetalesokat hagyott maga után. Mivel nézetei sok helyen tomista vonásokat mutattak, őt bízták meg Aquinói Szent Tamás befejezetlen De coelo et mundo-kommentárjának folytatásával.